# 佐沼夏まつり
佐沼夏まつり（さぬまなつまつり）は、宮城県登米市迫地区佐沼で開催される夏祭りで、前夜祭と本祭の2日間行われる。

## 概要
初日の前夜祭が中江中央公園で、2日目本祭は、登米市迫町八日町通り、中江中央公園などで、フィナーレの花火大会は迫川河川敷で行われる。商工会青年部などの主催による企画で、ちびっこみこしパレード、郷土芸能佐沼鹿踊、おいとこロックコンテスト東北大会、手踊り・手曳き山車・七福どん燈、よさこいフェスティバル・スーパーライブや、舞踊ショーなどさまざまなパレードやイベントがある。祭りの最後の花火大会では佐沼地区の迫川河畔で約3000発の花火が打ち上げられる。

## 会場
- 〒987-0511 宮城県登米市迫町佐沼地区中江中央公園 八日町通・迫川河畔（河川敷）など
- 花火大会（北緯38度41分10.27秒 東経141度11分55.01秒 / 北緯38.6861861度 東経141.1986139度）

## 主催
- 佐沼夏祭り奉賛会

## 期間
- 毎年7月下旬の土曜日・日曜日

（2015年の場合、7月25日・7月26日・花火大会 19:50〜21:00）

## 駐車場・交通規制
- 無料駐車場あり
- 交通規制あり

## アクセス
- JR東日本東北本線・新田駅より約8km
- 三陸沿岸道路登米ICより車で約20分
- 東北自動車道若柳金成ICより車で約30分